# Nowickia strobelii
Nowickia strobelii là một loài ruồi trong họ Tachinidae.